# Lil Boosie
Torrence Hatch (født 14. november 1982), kendt under sit kunstnernavn Lil Boosie, er en amerikansk rapper fra Baton Rouge, Louisiana. 
Hatch voksede op i et barsk nabolag i Baton Rouge, og hans far var fraværedende fra hans barndom. Han spillede basketball mens han gik high school, men blev udvist for narkotika, så Hatch besluttede at blive en rapper. Han arbejdede med rapperen C-Loc og hans gruppe Concentration Camp og fik sin debut på C-Loc's femte album, It's a Gamble i 2000. Kort tid efter, Hatch udgav sit debutalbum For My Thugz som Lil Boosie i 2003. 
Boosie tiltrådte voksende pladeselskab Trill Entertainment, som blev støttet af den afdøde Pimp C UGK. Snart efter, Trill uafhængigt albummet For My Thugz. Senere, i sommeren 2003, gået Boosie med label mate Webbie, om album Ghetto stories og Gangsta Musik. Boosie store label debut, Bad Azz, blev udgivet i 2006. Det indeholdt singlen "Zoom" feat Yung Joc. 
Lil 'Boosie har seks børn. Hans far døde, da Boosie var kun 16 og det er det gav ham inspiration til at skrive sange. Boosie meddelte, at han havde diabetes kort efter Bad Azz (Album) blev udgivet. Boosie er også at stå anklaget for besiddelse af en pistol og marihuana.